# Combatientes de la guerra en Donbass
Los combatientes de la guerra en Dombás incluyen fuerzas nacionales y extranjeras.
En febrero de 2018, el número de fuerzas separatistas se unieron al ejército del sudeste, estimándose cerca de 31,000, de los cuales, el 80% (25.000) residen en la región del Donbass, el 15% (≈5.000) son contratistas militares tanto de Rusia como de otros países, y el 3% (900-1000), miembros de las Fuerzas Armadas de Rusia. Esta proporción ha cambiado significativamente con respecto a años anteriores, con "el mando ruso llenando gradualmente los ejércitos de las 'repúblicas' con locales". desde que alcanzó su punto máximo en 2015.

## Insurgentes separatistas

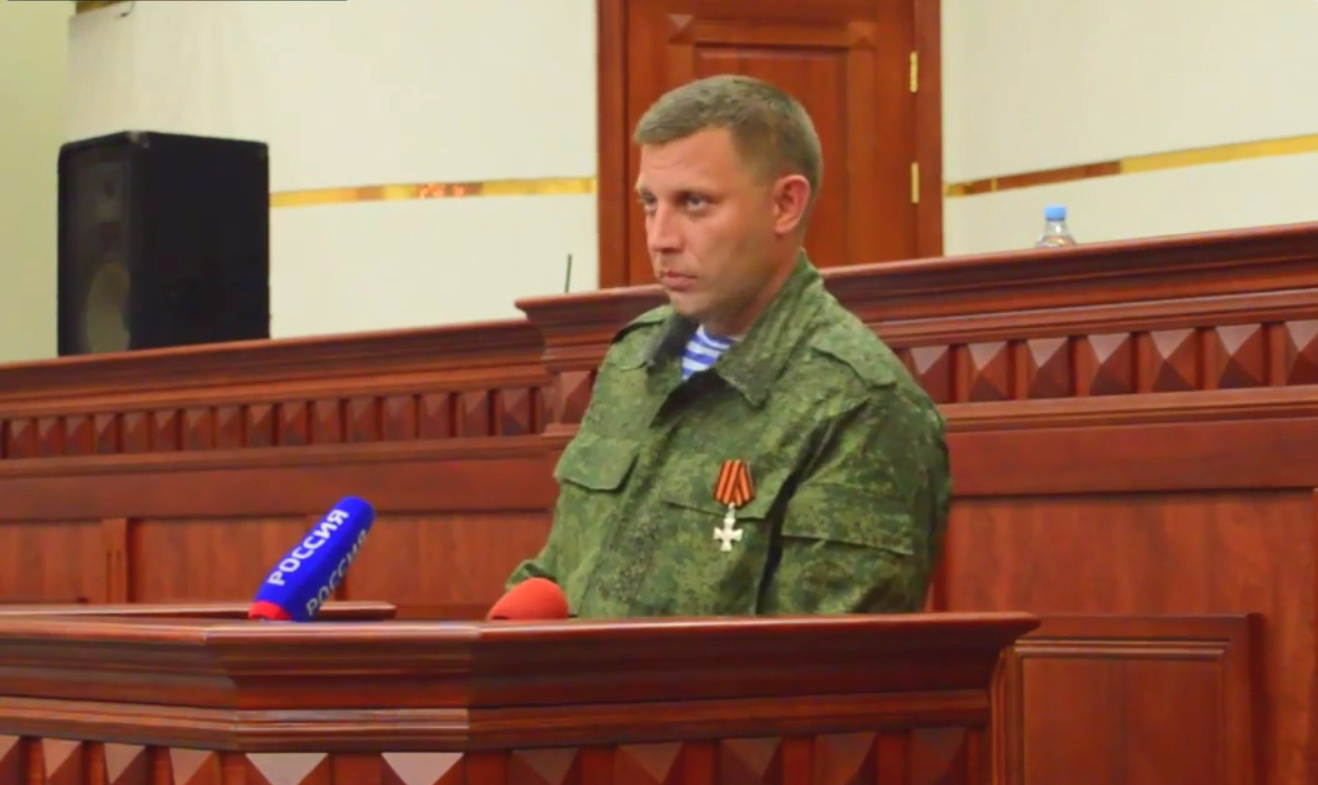
Alexander Zakharchenko presta juramento como Primer Ministro de la República Popular de Donetsk, 8 de agosto de 2014.

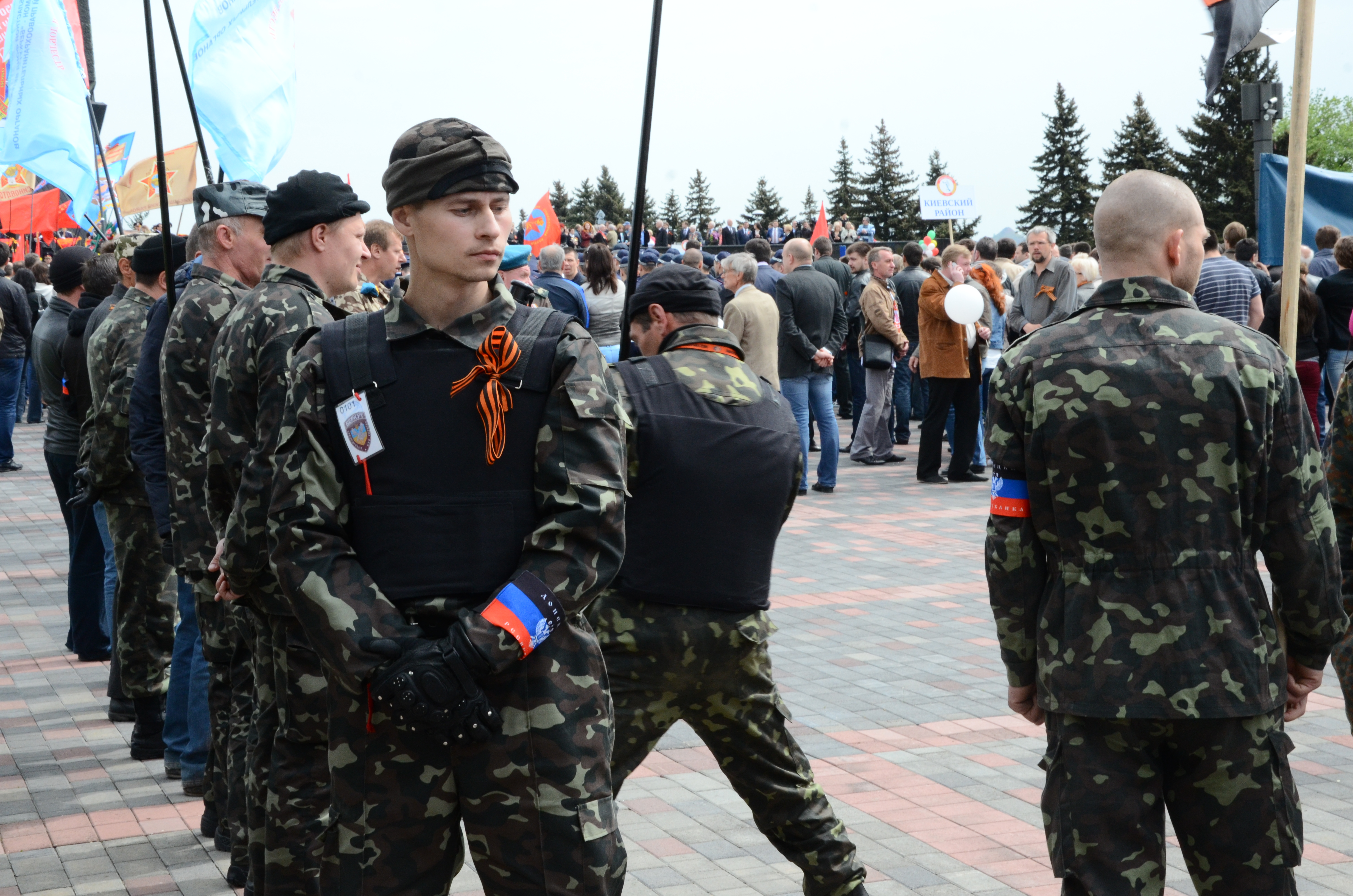
Miembros del Batallón Vostok de la RPD en Donetsk el Día de la Victoria de 2014

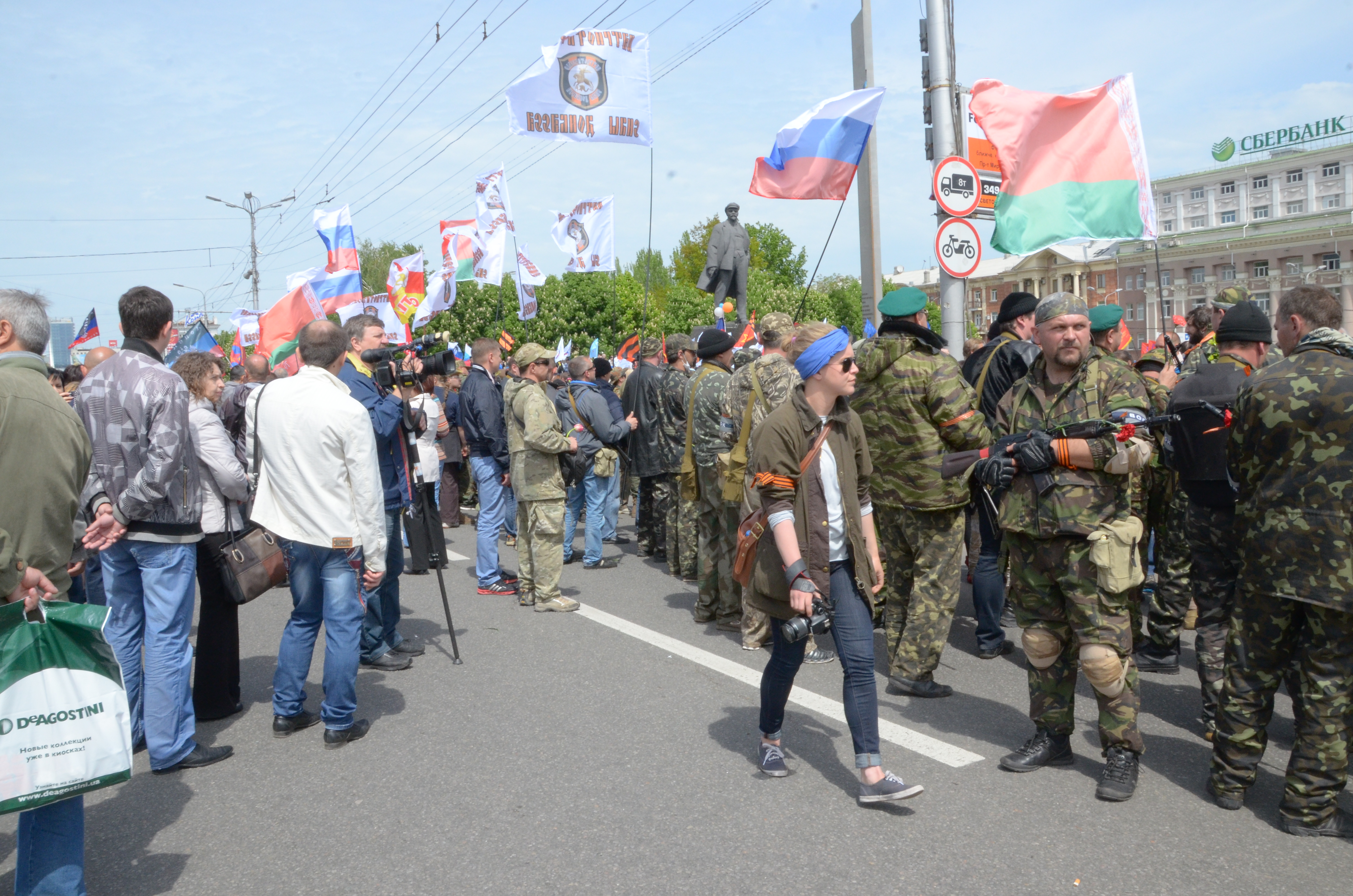
Batallón Vostok

### Milicia Popular del Donbás
Igor Girkin, un ciudadano oriundo de Moscú comandó la  Milicia Popular del Donbás en Slaviansk, inicialmente negó la participación rusa en la insurgencia. Dijo que su unidad se formó durante la crisis de Crimea, y dos tercios sus miembros eran ciudadanos ucranianos. Girkin mencionó que los insurgentes en Sloviansk habían acordado trabajar con los dirigentes de la República Popular de Donetsk, a pesar de piques entre grupos armados. Según un portavoz de la República Popular de Donets, los guerrilleros que ocuparon la ciudad eran "un grupo independiente... que apoyaban la protesta de Donetsk", mientras que los insurgentes en Sloviansk y Kramatorsk se identificaron como miembros de la Milicia Popular de Donbas al mando de Pavel Gubarev. Las fuerzas de Slaviansk incluían algunos soldados profesionales en sus filas, veteranos, civiles y voluntarios, mientras que se ha confirmado que las de Donetsk incluían a exagentes de la policía especial de Berkut. Cuando The Sunday Telegraph le preguntó de donde procedían sus armas, un veterano de la  invasión soviética de Afganistán señaló la bandera usada que ondeaba en la comisaría y dijo: "Mira esa bandera. Ya sabes a qué país representa". Un comandante insurgentes en Donetsk, Pavel Paramonov, dijo a los periodistas que era del Óblast de Tula en Rusia. En Horlivka, los policías que desertaron, estaban comandados por un teniente coronel retirado del ejército ruso, identificado como Igor Bezler. El exmilitar soviético Viacheslav Ponomarev, se declaró alcalde de Sloviansk, hizo un llamamiento a viejos amigos militares para que participaran en la milicia:  "Cuando llamé a mis amigos, prácticamente todos ex militares, vinieron a nuestro rescate, no sólo de Rusia sino también de Bielorrusia, Kazajstán y Moldavia ".
Un ex insurgente separatista corroboró estas historias en una entrevista con Radio Europa Libre. Dijo que los combatientes, incluían unidades cosacas, llegaron desde Rusia para apoyar a los separatistas. En Gazeta se publicó otra entrevista con un miliciano en San Petersburgo. Afirmó estar luchando voluntariamente con el Movimiento Imperial Ruso.
A finales de junio de 2014, un empresario local entrevistado por Die Welt estimó que el apoyo local a la milica dentro de la ciudad de Donetsk era del 70%. Los grupos armados afiliados a la República Popular de Luhansk se fusionaron con la Milicia Popular del Dombás, el 16 de noviembre para formar a las "Fuerzas Armadas Unidas de Novorossiya".

### Ejército del Sureste
El Ejército del Sureste (en ruso: Армия Юго-Востока, Armiya Yugo-Vostoka) fue un grupo insurgente prorruso que ocupó varios edificios en el Óblast de Lugansk. Según The Guardian, entre sus filas se encuentran exmiembros de la disuelta policía especial Berkut. Estuvieron afiliados a la República Popular de Luhansk, fusionándose con la Milicia Popular del Dombás, esto el 16 de septiembre, esto para formar las Fuerzas Armadas Unidas de Novorossiya.

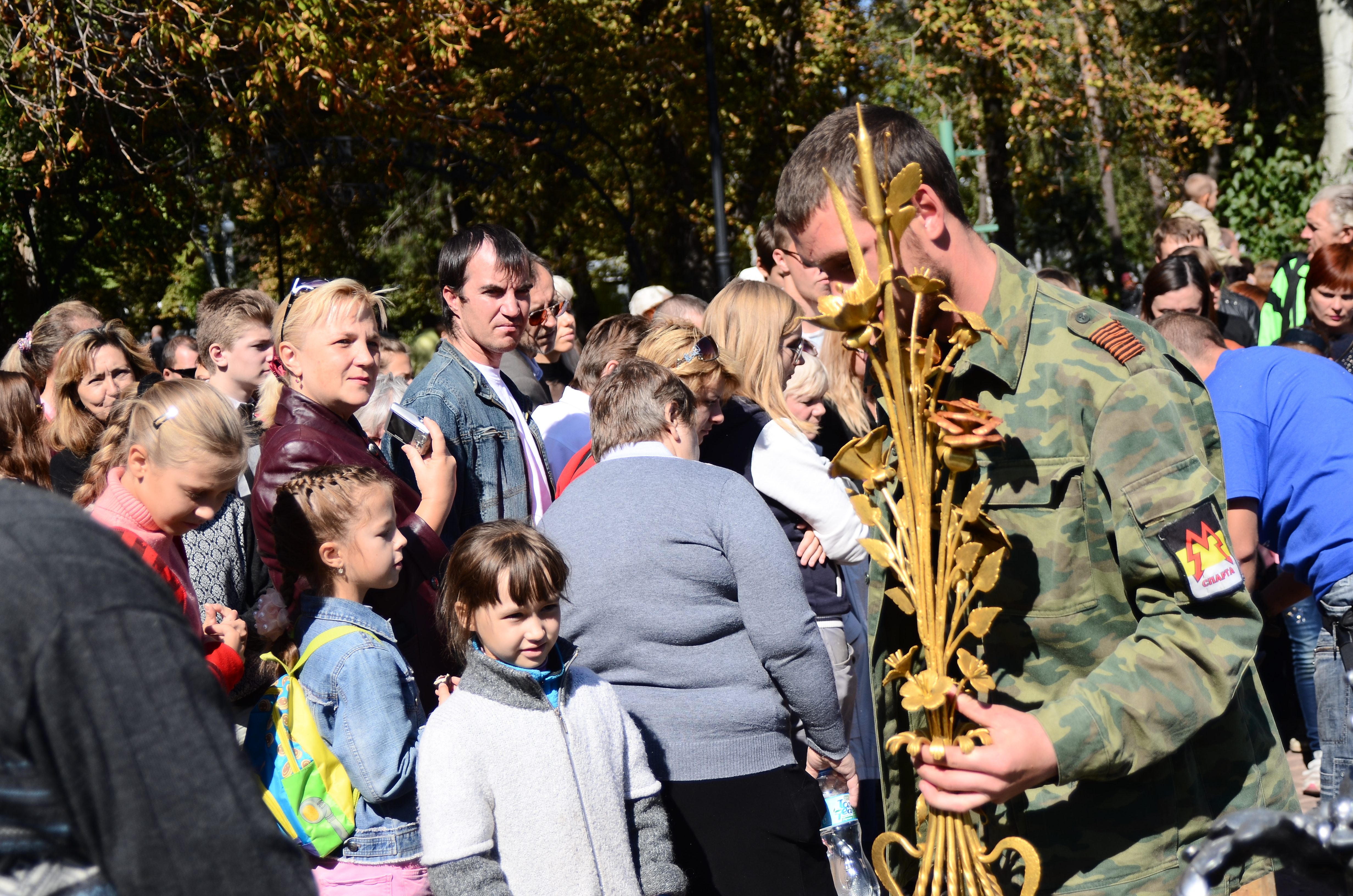
Rebelde del Batallón Sparta en Donetsk

### Ejército Ortodoxo Ruso
El Ejército Ortodoxo Ruso (en ruso: Русская православная армия, Russkaya pravoslavnaya armiya), un grupo insurgente prorruso en Ucrania, se fundó en mayo de 2014 al inicio del conflicto. Se informo que tenía alrededor de 100 combatientes en su fundación (incluidos lugareños y voluntarios rusos). En el transcurso del conflicto entre los separatistas y el gobierno ucraniano, el número de miembros aumentó a 350 y más tarde a 4,000. Su actividad se intensificaron durante una serie de escarmuzas en junio de 2014 en los raiónes de Mariupol y Amvrosiivka. La sede del Ejército ortodoxo ruso (EOR) está ubicado en un edificio ocupado del Servicio de Seguridad de Ucrania (SBU) en la ciudad de  Donetsk. Los miembros juraron lealtad a Igor Girkin ("Strelkov"), miliciano y ministro de defensa de la República Popular de Donetsk. Según el Ministerio de Defensa ucraniano, de Ucrania, el EOR entró en conflicto con la milicia, Batallón Vostok, que acusó al EOR de saquear y huis del combate.

### Batallón Vostok

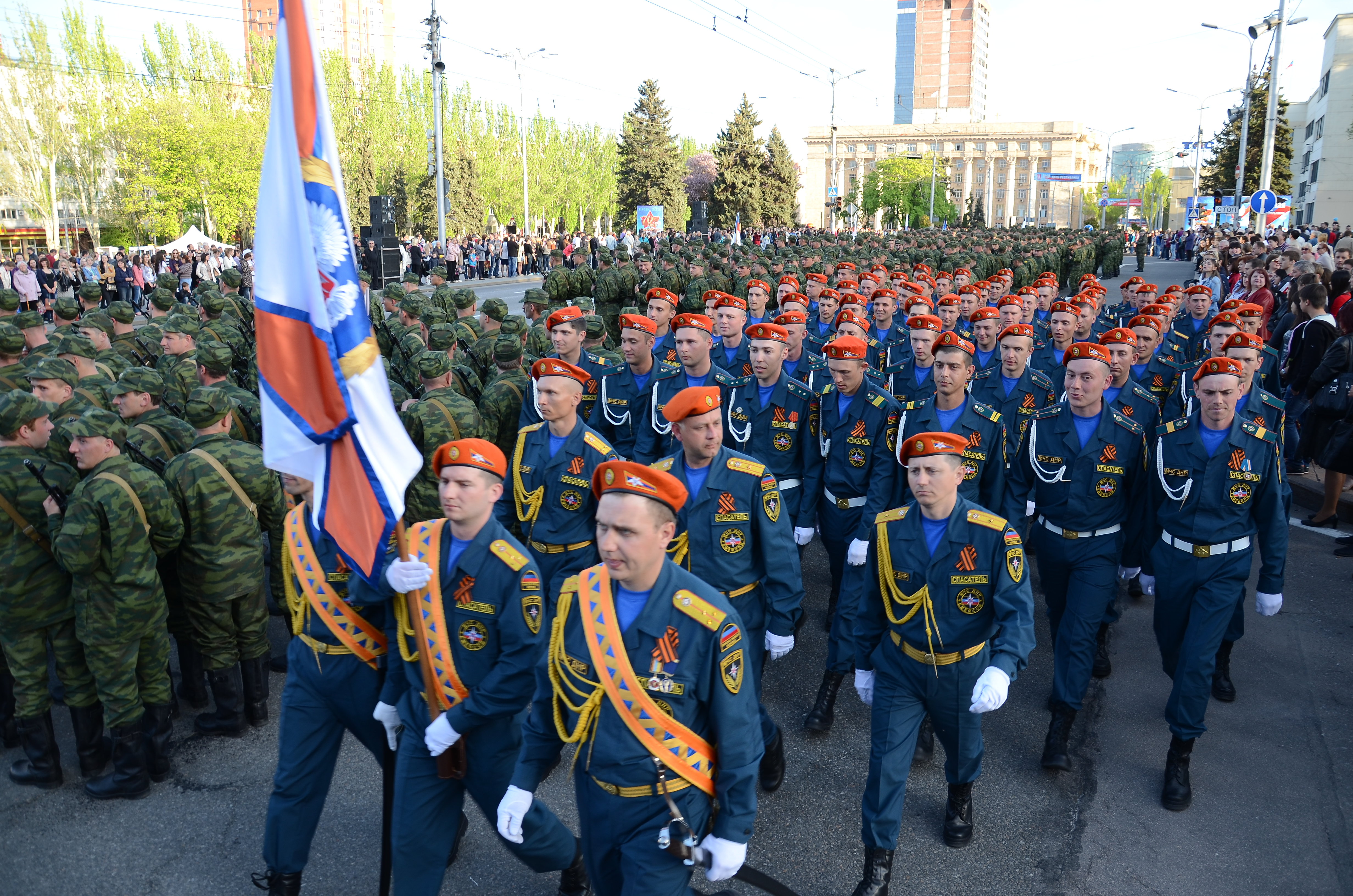
Unidades rebeldes durante el desfile militar del Día de la Victoria en Donetsk

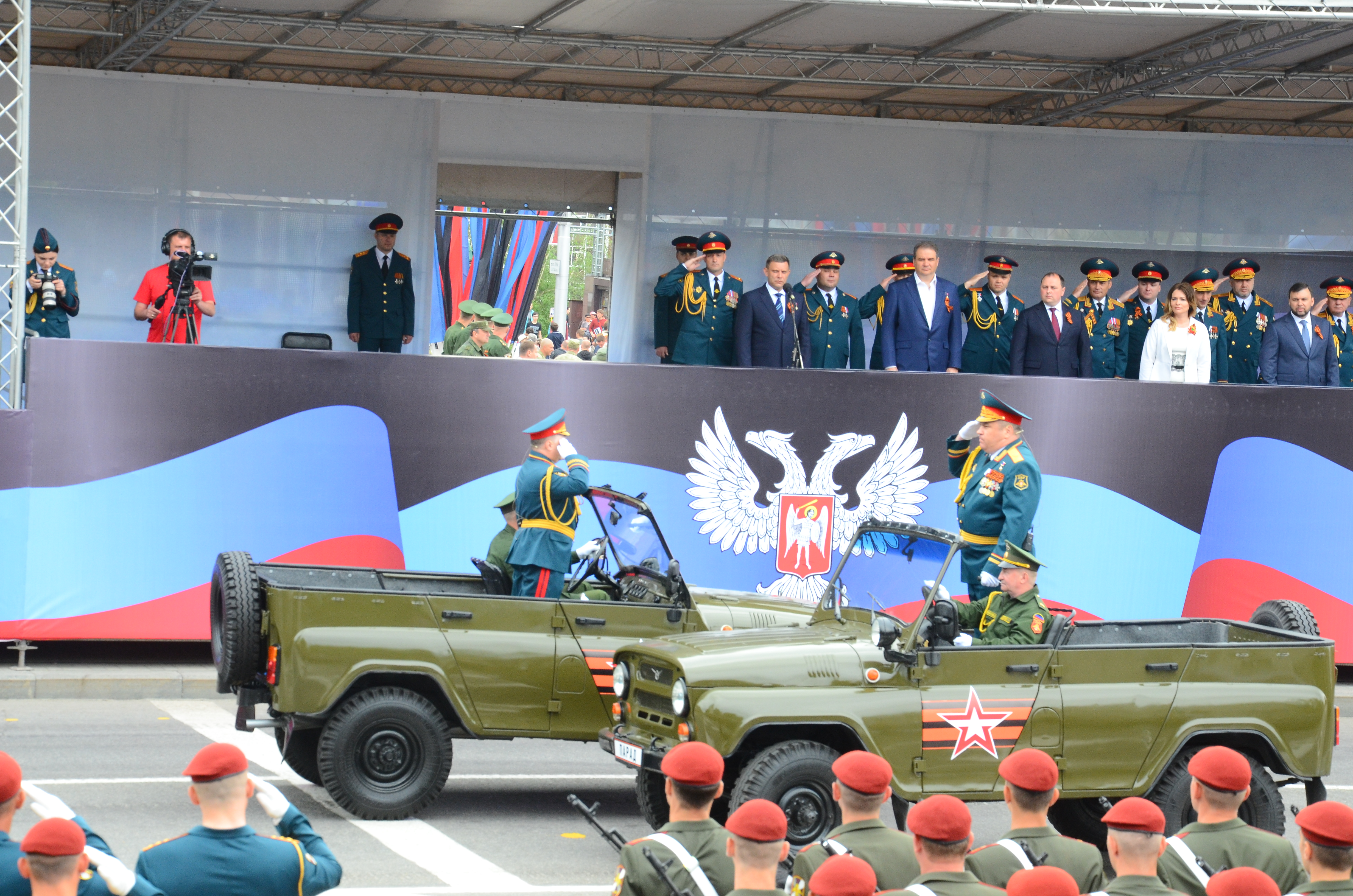
Liderazgo de la RPD en Donetsk en 2018

El Batallón Vostok (en ruso: Батальон Восток, en ucraniano: Батальйон Схід, comúnmente llamado "Batallón Este") se formó en mayo de 2014. Está comandado por Alexander Khadakovsky,  un desertor del Servicio de Seguridad de Ucrania. Khodakovsky es el jefe del servicio de seguridad de la RPD y de las Fuerzas Patrióticas del Dombás, otro batallón prorruso.
Khodakovsky dijo que la "abrumadora mayoría" de sus hombres proceden del este de Ucrania. Según Radio Free Europe/Radio Liberty, supuestamente el batallón recluta a miembros del Batallón Vostok original, una unidad de fuerzas especiales de la  dirección de inteligencia rusa (GRU) que participó en la segunda guerra chechena y la guerra ruso-georgiana. El batallón se incorporó en 2009 a una nueva unidad de reserva del Ministerio de Defensa de Rusia con base en Chechenia. Khodakovsky dijo que tenía más de 1000 hombres a su disposición y se esperaban más "voluntarios" con experiencia en el sector de seguridad. Un informe de Radio Europa Libre decía que había sospechas que el batallón fue fundad por el GRU  o al menos fue financiado por este. El batallón incluye combatientes rusos y ucranianos. Un informe de la BBC, dijo que el batallón estaba compuesto por lugareños del Dombás no capacitados, y algunos voluntarios rusos. Se observó a ciudadanos colombianos y estadounidenses que se ofrecieron como voluntarios en el batallón Vostok. Varios insurgentes del Vostok murieron en la primera batalla del aeropuerto de Donetsk. Se repatriaron 30 cadáveres a territorio ruso después de los enfrentamientos. Algunos de los miembros dijeron que recibían salarios de 100 dólares semanales, pero remarcando que son voluntarios. Un voluntario armenido de la unidad dijo que el batallón estaba compuesto por eslavos, y cerca del 80% de los militantes eran rusos.
A finales de febrero de 2015, cerca de 110 miembros del batallón habían muerto y 172 habían resultado heridos durante el conflicto.
Russell Bentley, oriundo de Texas, ha estado en el Batallón Vostok desde 2014.

### Desertores y desertores policiales y militares
En mayo de 2014, el entonces presidente ucraniano, Oleksandr Turchynov, declaró que numerosos militares y miembros de las fuerzas de seguridad ucranianas habían desertado a los separatistas, junto con equipo militar robado. En octubre de 2014, el ministro del Interior, Arsen Avakov, dijo a los periodistas, que cerca de 15 000 policías ucranianos en las provincias de Luhansk y Donetsk habían desertado y pasaron con los separatistas.

### Grupos extranjeros

#### Unidades de Cosascos
Algunos voluntarios neocosacos fueron idenfiticados,  particularmente los cosacos del Don que viven en ambos lados de la frontera, participando en la guerra, junto a otros grupos autodenominados como "neocosacos". Varios de estos cosacos formaron una unidad paramilitar llamada cosacos formaron una unidad paramilitar llamada 'Sotnia Lobos del Terek', en referencia a un destacamento de cosacos emigrados que lucharon contra la Unión Soviética durante la Segunda Guerra Mundial. Entre los combatientes destacados se encuentran Alexander "Boogeyman" Mozhaev (un veterano ruso de Beloréchensk) y el comandante de la unidad, Evgeny Ponomarev.  Ponomarev fue asesinado en agosto de 2014.

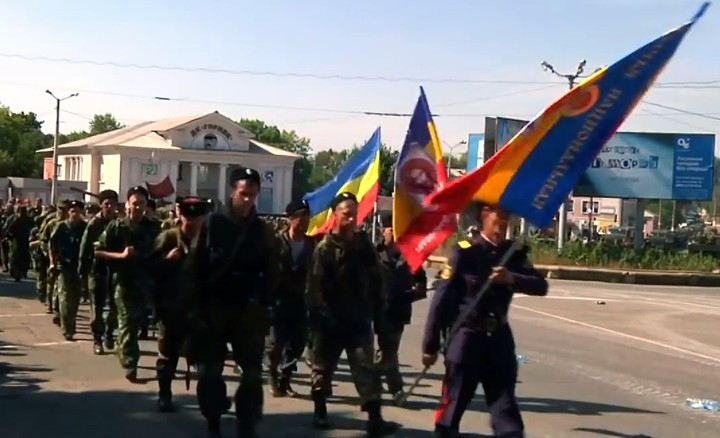
Desfile ceremonial de la Guardia Nacional cosaca de Don en Perevalsk, 7 de septiembre de 2014

Aunque las unidades cosacas fueron prohibidas en la frontera con ruso-ucraniana, se informó que elementos rusos apoyan tácitamente a los combatientes individuales para cruzar la frontera hacia Ucrania. Los cosacos afirman que es su fe en la hermandad cosaca, el imperialismo ruso y la Iglesia Ortodoxa Rusa, lo que los ha motivado a participar en la insurgencia para tomar lo que consideran "tierras históricamente rusas". Mozhaev afirmó que algunas más extremas de los cosacos hablan de la destrucción de "los judíos-masones ", quienes, según ellos han estado ellos "fomentando el desorden en todo el mundo" y "haciendo sufrir a nosotros, el pueblo cristiano ortodoxo común". El 25 de mayo, el SBU arrestó a 13 cosacos rusos en Luhansk.

#### Grupos armados del Cáucaso y Asia Central

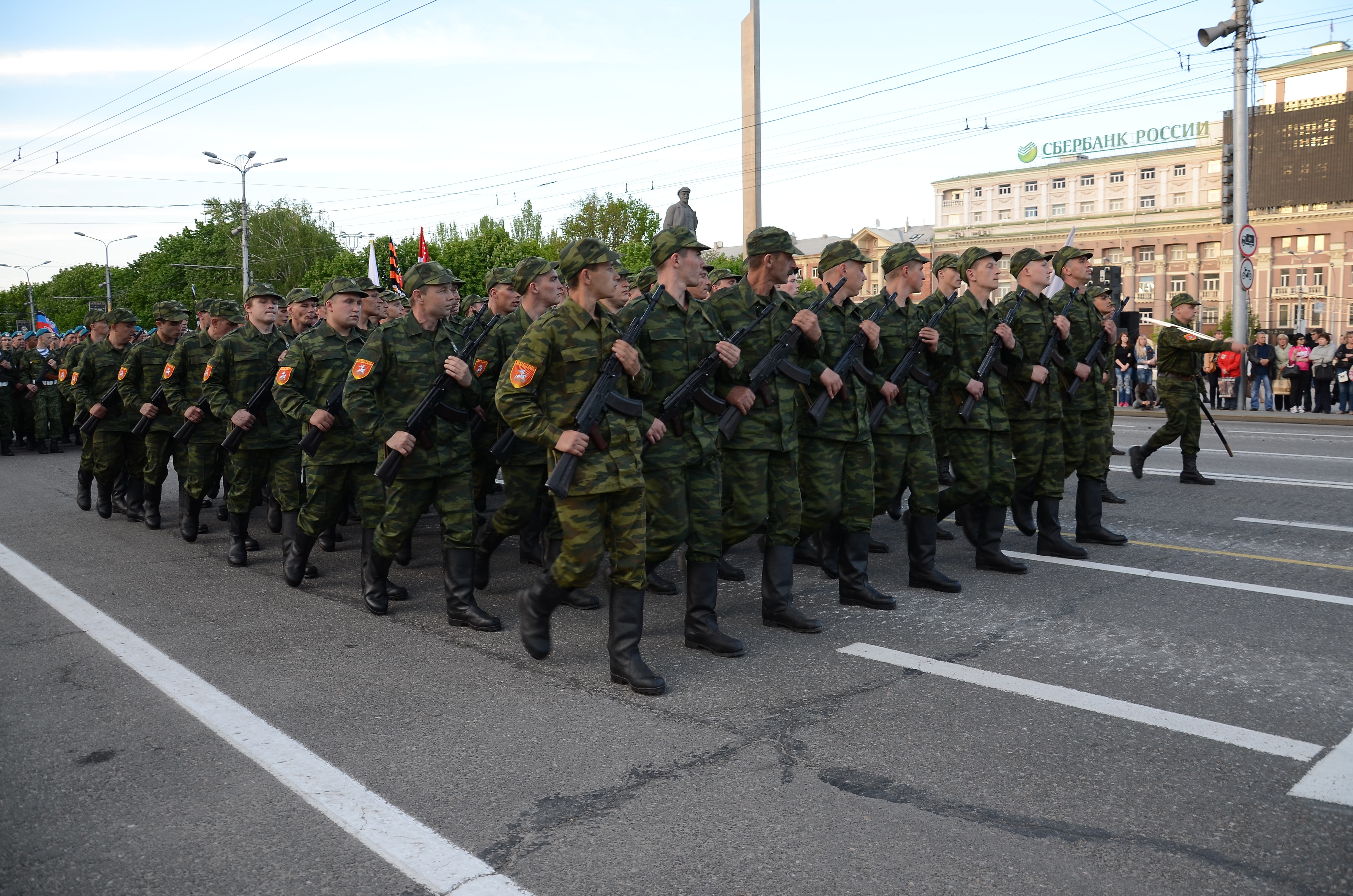
Brigada Vostok durante el ensayo del Desfile del Día de la Victoria de 2015

El Ministerio de Asuntos Exteriores de Ucrania dijo que la presencia de soldados extranjeros equivalía a una "agresión manifiesta" por parte de Rusia y "la exportación del terrorismo ruso a nuestro país". "Hay varios motivos para afirmar que los terroristas rusos canalizados hacia el territorio de Ucrania están siendo organizados y financiados a través del control directo del Kremlin y de las fuerzas especiales rusas", dijo el ministerio. Varios informes y entrevistas han mostrado la presencia de fuerzas paramilitares chechenas, osetias, tayikas, afganas, armenias y varias rusas que operan en Ucrania.

##### Paramilitares chechenos
Se han observado paramilitares chechenos en Slaviansk, el 5 de mayo de 2014. El presidente checheno, Ramzan Kadyrov, amenazó en mayo de ese año,  "enviar decenas de miles de voluntarios chechenos al sur y al este de Ucrania si la junta de Kiev continuaba sus operaciones punitivas". Se informó que Kadyrov participó en una agresiva campaña de reclutamiento en Chechenia para esta operación, y habían centros de reclutamiento para ello en Grozny, Achkhoy-Martan, Znamenskoye y Gudermes. El Kavkazcenter, un sitio web oficial de la insurgencia de la insurgencia islámica del Cáucaso Norte, informó que las autoridades chechenas habían abierto oficinas para el reclutamiento de voluntarios que deseen luchar en Ucrania, estas oficinas cerraron abruptamente. Cinco caminoes cruzaron la frontera entre Ucrania y Rusia, llevando militantes a bordo, el 24 de mayo, y algunos informes sugirieron que entre los milicianos había veteranos chechenos. Al día siguiente, el Batallón Vostok llegó a Donetsk en un convoy de 8 camiones, cada uno con 20 soldados. Varios de los soldados ahí hablaban checheno y decían que eran de Chechenia. Dos insurgentes dijeron a periodistas de CNN que se trataban de milicianos chechenos.
Ramzan Kadyrov negó tener conocimiento de la presencia de tropas chechenas en el Dombás, pero un comandante separatista confirmó más tarde, que chechenos y milicianos de otras etnias lucharon para la Milicia Popular de la República Popular de Donetsk. Después de la Primera Batalla del Aeropuerto de Donetsk, autoridades locales dijeron que algunos militantes heridos eran oriundos de Grozny y Gudermes. Un residente de Donetsk dijo que la presencia de combatientes chechenos demostraba, "que esta guerra no es limpia. Está creada artificialmente. Si se trata de un levantamiento de la República Popular de Donetsk, ¿Qué están haciendo los extranjeros aquí?"
Los milicianos chechenos entrevistados por el Financial Times y Vice News dijeron que se involucraron en el conflicto por orden del presidente checheno. El presidente Kadyrov negó rotundamente estos informes el 1 de junio. En su declaración, afirmó que hay "74 000 chechenos que están dispuestos a ir a poner orden en el territorio de Ucrania", y no los enviaremos a Donetsk, sino a Kiev. En mayo de 2015, la mayoría de paramilitares chechenos abandonaron el conflicto denido a los dos incidentes con Zakharchenko y su, según Akhmed Zakayev.

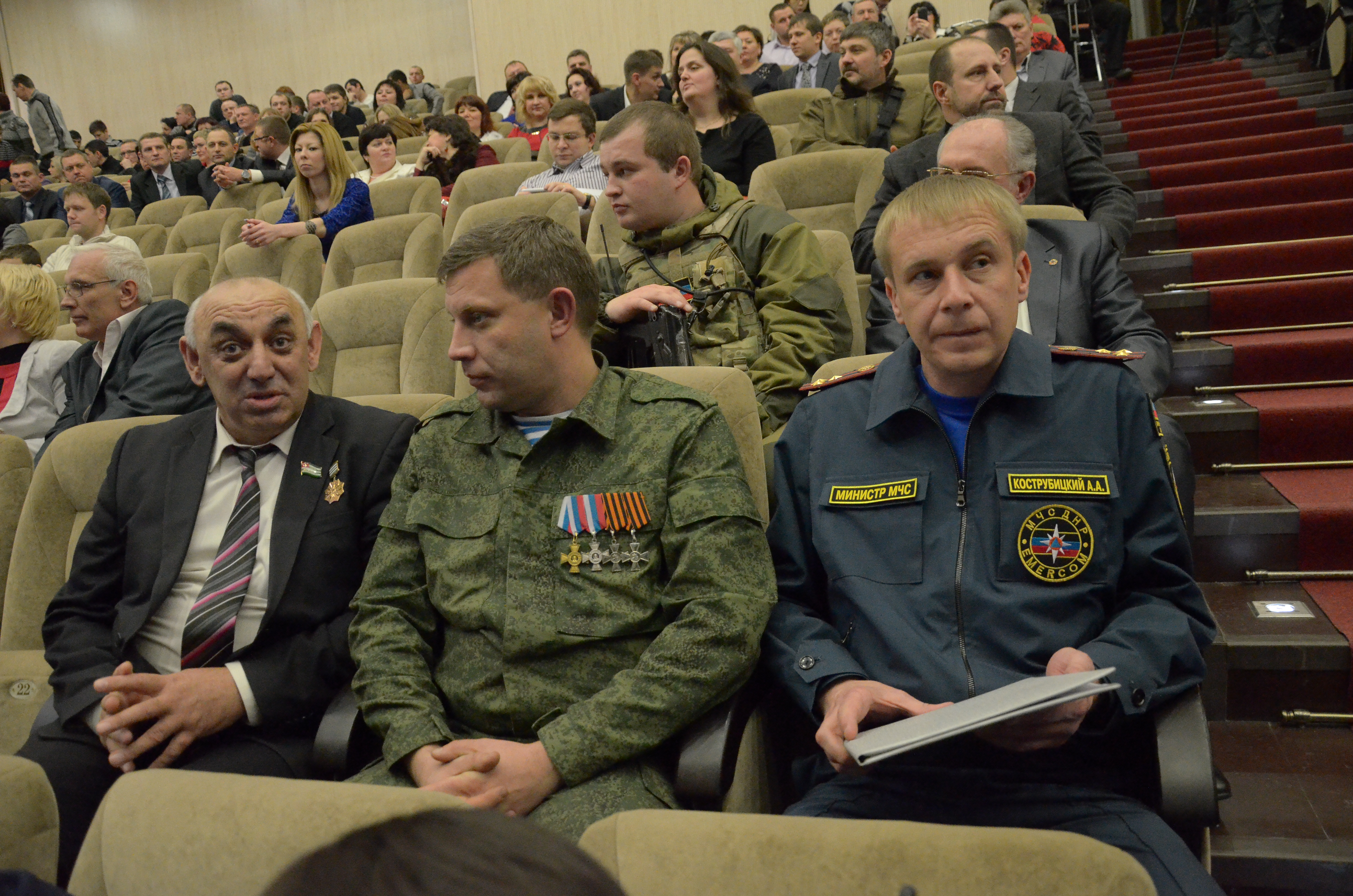
Zakharchenko y Fazlibei Avidzba, miembro de la Asamble Popular de Abjasia, Donetsk, 27 de diciembre de 2014

##### Paramilitares osetios y abjasios
El 4 de mayo de 2014, el Partido de Osetia Unida y la Unión de Paracaidistas en la escisión prorrusa República de Osetia del Sur anunciaron una campaña de reclutamiento destinada a enviar veteranos del conflicto georgiano-osetio para proteger "la población pacífica del sureste de Ucrania". En algunos videos publicados se podía observar que  los milicianos osetios operaban en Donetsk. Los insurgentes de Donbass entrevistados el 27 de mayo admitieron que había 16 combatientes de Osetia operando alrededor de Donetsk durante al menos dos meses antes. El jefe de la Guardia Estatal de Fronteras de Ucrania, Mykola Lytvyn, dijo que los informes oficiales indicaban también la presencia de militantes Abjasia. Los militantes de Osetia del Norte y del Sur hablaron abiertamente sobre su presencia en Donbás en junio. Un militante llamado Oleg, parte del Batallón Vostok, dijo a los periodistas: "En 2008 nos estaban matando y los rusos nos salvaron. Vine aquí para pagarles mi deuda".

### Voluntarios serbios

Una bandera con el rostro de Jesús, usado por voluntarios serbios

En 2014, se informó que al menos 100 voluntarios serbios afiliados a los insurgentes están luchando en Ucrania. En ese momento, tenían su propia unidad de combate, que llevaba el nombre de Jovan Šević, incluidos 45 miembros del movimiento Chetnik, dirigido por Bratislav Živković. Según informes de los medios, a finales de 2017, este número se redujo a unas pocas docenas. El voluntario serbio Dejan Berić apareció en los medios rusos, que lo describieron como un soldado y héroe altamente condecorado; también ha figurado como miembro de la prensa en una conferencia de prensa de María Zajárova en Moscú.
Desde finales de 2014 hasta finales de 2017, Serbia abrió 45 casos contra mercenarios serbios que habían estado luchando en la guerra de Donbass y en otros conflictos militares en el extranjero. En agosto de 2019, el ciudadano serbio Goran Chirich fue arrestado por la Federación Rusa por "cruzar ilegalmente la frontera" desde el Dombáss basándose en una orden de arresto de Interpol emitida por Serbia, solicitando su extradición. En mayo de 2020, un tribunal de Rostov del Don denegó su apelación contra la extradición basándose en el hecho de que Chirich no tiene la ciudadanía rusa y los llamados "pasaportes de la RPD" no son reconocidos ni siquiera en Rusia.

##### Voluntarios de otros países
Hay informes de que voluntarios de otros países, incluidos Francia, Alemania, Estados Unidos, Italia, Polonia, Rumania, España y Turquía, han luchado en el lado insurgente. Alrededor de 20 húngaros han formado su propia unidad llamada Legión de San Esteban. En febrero de 2015, la policía española arrestó a ocho españoles sospechosos de luchar junto a militantes prorrusos. Al comentar sobre otros combatientes extranjeros, los sospechosos dijeron que "no les pagaron gastos de viaje ni salario, pero fueron recibidos con los brazos abiertos [...] Todos queremos lo mismo: justicia social y la liberación de Rusia de la invasión ucraniana".
El periódico alemán Welt am Sonntag informó que más de 100 ciudadanos alemanes luchaban junto a las milicias prorrusas en el este de Ucrania. La mayoría de ellos eran alemanes étnicos de las antiguas repúblicas soviéticas, y algunos habían servido en la Bundeswehr. Según el periódico, un ciudadano alemán originario de Kazajistán de 33 años murió en acción por metralla durante la Batalla de Debáltseve, el 12 de febrero de 2015. Kazajistán ha impuesto penas de prisión de tres a cinco años a sus ciudadanos que han luchado para las milicias prorrusas en Ucrania. En febrero de 2016, Moldavia declaró que las fuerzas prorrusas en Ucrania habían reclutado a docenas de sus ciudadanos con la oferta de dinero, y un individuo dijo que le habían prometido 3,000 dólares al mes. Dos mercenarios moldavos recibieron sentencias de tres años de prisión y otros ocho estaban bajo investigación.

## Fuerzas rusas
Si bien Rusia negó que sus tropas estuvieran operando en Ucrania entre 2014 y 2022, los observadores de la OSCE han sido testigos de cómo tropas rusas operando en Ucrania se identificaban como militares rusos. Un documento publicado por el Royal United Services Institute estimó que a principios de 2015 se habían desplegado entre 9,000 y 12,000 soldados rusos en partes del este de Ucrania, y 42,000 soldados habían participado en la rotación del servicio combinado. El 17 de diciembre de 2015, el presidente Vladímir Putin, en respuesta a una pregunta sobre los agentes rusos del GRU detenidos en Ucrania, declaró que Rusia tenía "personas (en Ucrania) que trabajan para resolver diversos problemas allí, incluso en la esfera militar". Sin embargo, continuó afirmando que "eso no significa que haya tropas rusas regulares allí". En general, esto se interpretó como una admisión por parte de Rusia de que sus fuerzas especiales estaban involucradas en el conflicto.
Según el ex primer ministro ruso de la RPD Alexander Borodai, 50.000 ciudadanos rusos habían luchado para las fuerzas separatistas a mediados de 2015.
En febrero de 2018, el número de fuerzas separatistas se estimaba en 31.000, de las cuales el 80% (25.000) eran residentes de Dombás, el 15% (≈5.000) eran contratistas militares de Rusia y otros países y el 3% (900-1.000) era personal fegular de las fuerzas armadas rusas. Esta proporción ha cambiado significativamente con respecto a años anteriores, con "el mando ruso llenando gradualmente el ejército de las 'repúblicas' con gente local"; El principal factor es que los salarios ya no son atractivos para los contratistas de Rusia, pero sí muy atractivos como fuente estable de ingresos en territorios separatistas económicamente deteriorados. A los soldados regulares en Dombás se les ofrece entre 15 000 rublos y a los oficiales 25.000 rublos, mientras que en el ejército ruso estos ingresos respectivamente son de 20 000 y 68 000 rublos. Las fuerzas rusas todavía ocupan la mayoría de las posiciones de mando y operan armas avanzadas, como unidades de guerra electrónica. En entrevistas separadas a Maksim Kalashikov en 2020, Igor Girkin y Pavel Gubarev admitieron abiertamente que las fuerzas armadas del LDPR sólo desempeñan un papel de "cobertura" para las fuerzas armadas regulares de la Federación Rusa, que mantienen los territorios bajo control ruso.
Los observadores de la OSCE registran periódicamente los convoyes de camiones militares que cruzan lugares no marcados a lo largo de la frontera controlada por Rusia, generalmente durante la noche. Las declaraciones de la OSCE y los informes puntuales son criticados en Ucrania porque informan vagamente sobre "convoyes militares que salen y entran a Ucrania por caminos de tierra en medio de la noche, en áreas donde no hay un cruce oficial" sin mencionar explícitamente a las fuerzas armadas rusas. La vigilancia de la OSCE se enfrenta con frecuencia a restricciones de acceso y a interferencias de la señal de los vehículos aéreos no tripulados de vigilancia. En 2021, la OSCE informó que el 62,5% de los vuelos de vehículos aéreos no tripulados de largo alcance "encontraron interferencia de señal GPS" con interferencias tan fuertes que ocasionalmente impidieron que los vehículos aéreos no tripulados despegaran.
La OSCE ha informado en numerosas ocasiones de la presencia de equipos de guerra electrónica rusa en las zonas controladas por los separatistas. incluidos sistemas específicamente anti-UAV Repellent-1.

### Contratistas militares rusos
Rusia utilizó Compañías militares privadas (PMC) en el conflicto. Entre las PMC rusas que operan en el este de Ucrania, los principales actores fueron Grupo Wagner, MAR y E.N.O.T. Corp. Otros incluyen: Redut, RSB-Group, ATK-GROUP, Slavonic Corps Limited y Cosacos.

## Fuerzas ucranianas

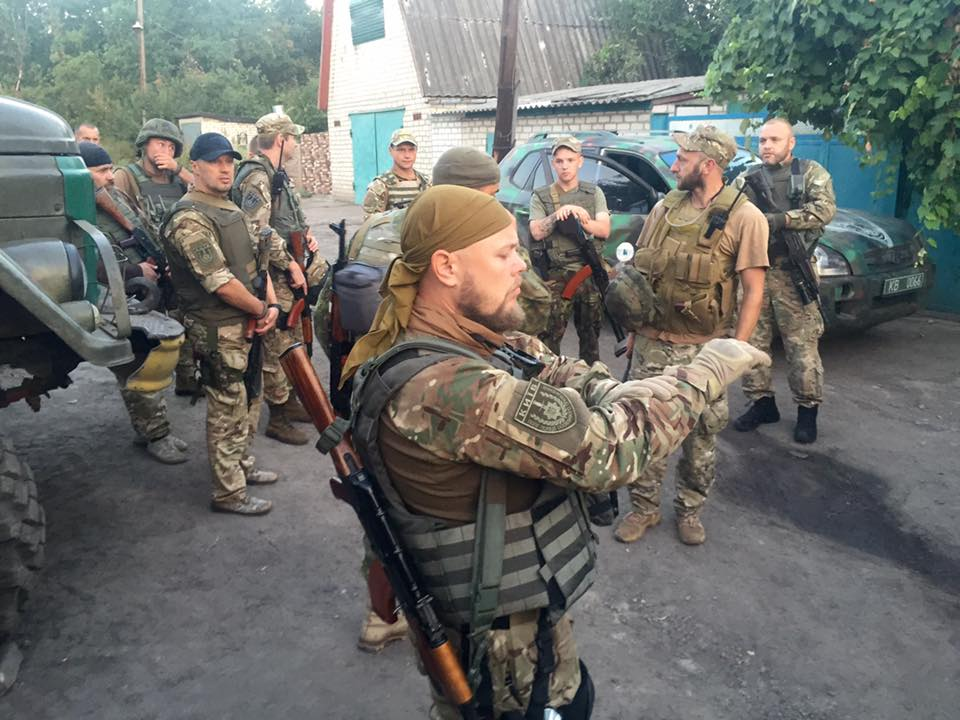
Tropas ucranianas en Avdíivka

### Fuerzas armadas ucranianas
Las Fuerzas Armadas de Ucrania son la principal fuerza militar de Ucrania y han asumido un papel de liderazgo en la lucha contra las fuerzas de la República Popular de Lugansk y la República Popular de Donetsk. En 2014, se dijo que las Fuerzas Armadas se encontraban "en un estado desastrosamente empobrecido", y "casi no tenían entrenamiento para enfrentar una batalla terrestre interna". Ha sido ampliamente criticado por su deficiente equipamiento y liderazgo inepto, lo que obligó a las fuerzas del Ministerio del Interior, como la Guardia Nacional y los batallones de defensa territorial, a asumir la peor parte de los combates en los primeros meses de la guerra.
Tras su independencia de la Unión Soviética en 1991, Ucrania heredó todo el equipo y las formaciones militares soviéticas que habían estado estacionadas en su territorio. Durante los años que precedieron al inicio de las hostilidades en Donbass, las Fuerzas Armadas fueron reducidas sistemáticamente y quedaron en gran medida en ruinas. El armamento soviético no fue reemplazado ni mejorado, lo que dejó a las Fuerzas Armadas con equipos obsoletos y en mal estado. Por ejemplo, las unidades militares soviéticas nunca utilizaron chalecos balísticos y, por lo tanto, cuando comenzó la guerra en Donbas, las Fuerzas Armadas de Ucrania no tenían ninguno. Si bien en Ucrania existe una vibrante industria de defensa, el equipo que produce se destina a la exportación y no se había utilizado para equipar a las Fuerzas Armadas antes de la guerra.
En medio de la crisis de Crimea, el 11 de marzo de 2014, el entonces Ministro de Defensa, Ihor Tenyukh, dijo que "de facto sólo 6.000 [soldados] están preparados para el combate". Según un informe de The Ukraine Week, entre el 90% y el 95% del equipo de las Fuerzas Armadas en julio de 2014 estaba obsoleto o en mal estado. Además, había escasez de soldados profesionales, lo que obligó a reclutas y voluntarios a llenar batallones.
Para contrarrestar la escasez de equipos, apareció un poderoso movimiento de voluntarios civiles que ayudaba a las fuerzas ucranianas en la guerra en Donbas (movimiento de voluntarios civiles). Equipos de voluntarios establecieron centros de micromecenazgo que brindan a los soldados apoyo diverso: desde alimentos y medicinas hasta equipos como chalecos antibalas, armaduras tácticas, cámaras termográficas y drones no tripulados. Otros voluntarios ayudan a los soldados heridos o buscan a los cautivos y a los muertos. Estos centros de voluntariado funcionan en todas las grandes ciudades y en muchos pequeños asentamientos de Ucrania, excepto en aquellos que no están controlados por el gobierno.
En 2016, Ucrania estaba luchando por reclutar militares reclutados, debido a una importante evasión del reclutamiento, para reemplazar a los soldados desmovilizados, incluidos los voluntarios. Esto se produjo tras la publicidad negativa sobre las deficiencias de alimentos y equipamiento en la zona de conflicto. A mediados de abril de 2016, 127.363 soldados y voluntarios habían recibido el estatus de veteranos. En febrero de 2018, las Fuerzas Armadas de Ucrania eran más grandes y estaban mejor equipadas que nunca, contando con 200,000 militares en servicio activo y la mayoría de los soldados voluntarios de los batallones de defensa territorial se habían integrado en el ejército oficial ucraniano.

### Guardia Nacional Ucraniana
La Guardia Nacional de Ucrania se restableció el 13 de marzo de 2014, en medio de crecientes tensiones en Ucrania durante la crisis de Crimea. Es parte del Ministerio del Interior. Fue restablecido para reemplazar a las Tropas Internas de Ucrania y se basa en esa fuerza.

### Ministerio del Interior
El Ministerio del Interior se conoce comúnmente como milítsiya y es la principal fuerza policial en Ucrania. Está dirigido por el ministro del Interior, Arsén Avákov, una figura clave en la dirección de las operaciones de contrainsurgencia en el Donbass.

### Servicio de seguridad de Ucrania

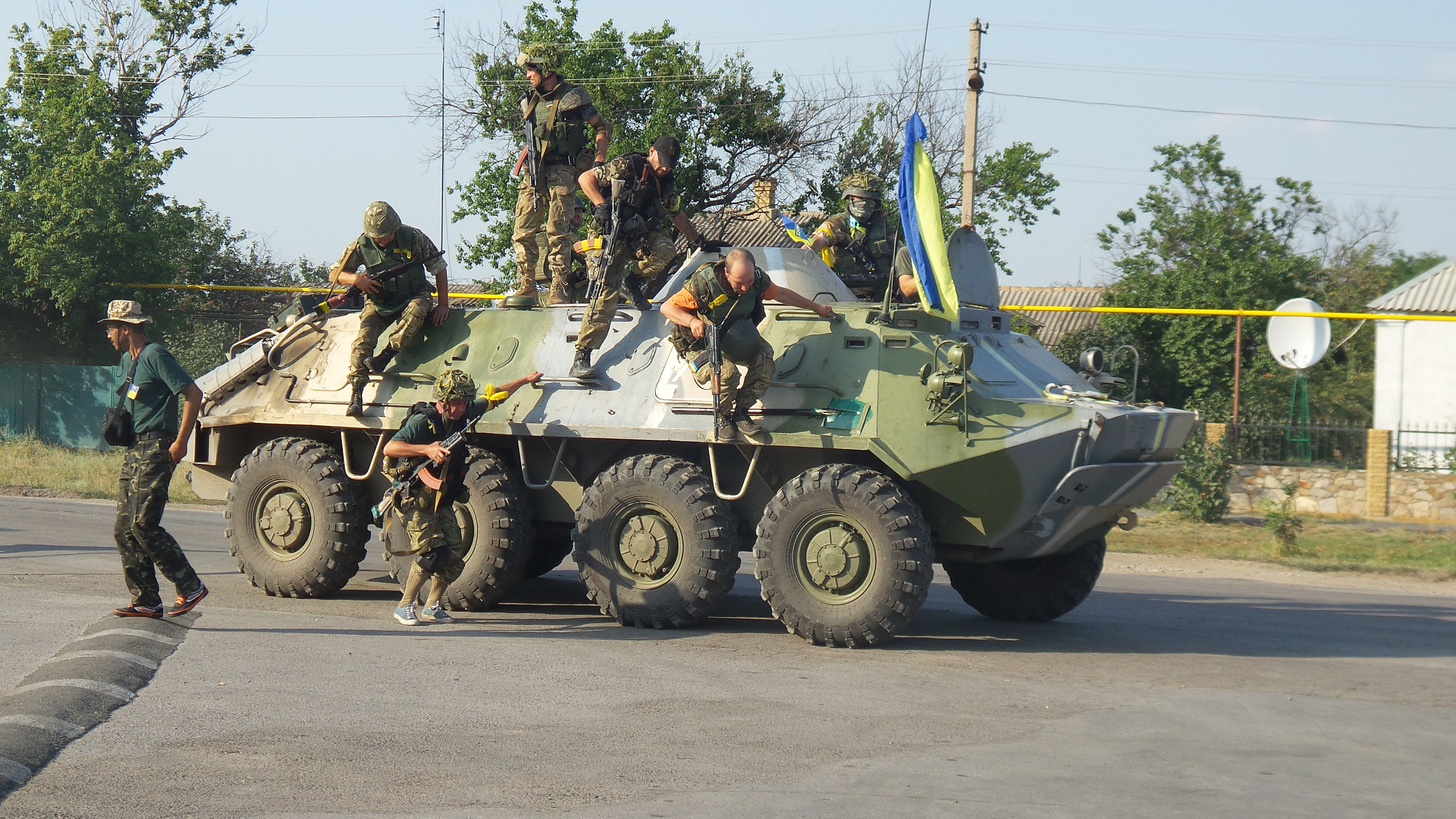
Miembros del Batallón Dombás, el 9 de agosto de 2014

La operación militar del gobierno para contrarrestar a las fuerzas de la RPD y la RPL en el Dombás se llama "Operación Antiterrorista" (ATO). Está dirigido por el Centro Antiterrorista, una división del Servicio de Seguridad de Ucrania (SBU). El SBU es el principal servicio de inteligencia de Ucrania.

### Unidades paramilitares progubernamentales
Se han formado al menos 50 unidades de voluntarios pro-ucranianos que han luchado contra la Milicia Popular de Donbas y otros grupos insurgentes.  Estas fuerzas incluyen el Batallón Dombás, el Batallón Azov, el Batallón Járkov y la milicia de Oleh Lyashko. Algunas de estas unidades trabajan bajo contrato con la Guardia Nacional de Ucrania.
]]

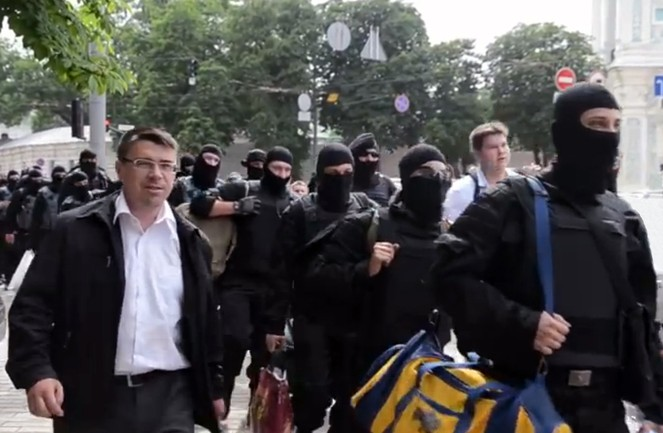
Voluntarios del Batallón Azov en Kiev, junio de 2014

Estas unidades participaron activamente en la campaña militar. Por ejemplo, la ciudad de Shchastia en el Óblast de Lugansk fue tomada por el Batallón Aidar el 9 de julio, y el Batallón Azov, junto con otras unidades, la recapturó Mariupol de las fuerzas separatistas prorrusas en junio de 2014.
Algunos de los batallones de voluntarios pertenecen al Sector Derecho. Perdió 12 combatientes cuando fue emboscado en las afueras de Donetsk en agosto de 2014, el líder del Sector Derecho Dmitró Yárosh prometió que su grupo vengaría las muertes.

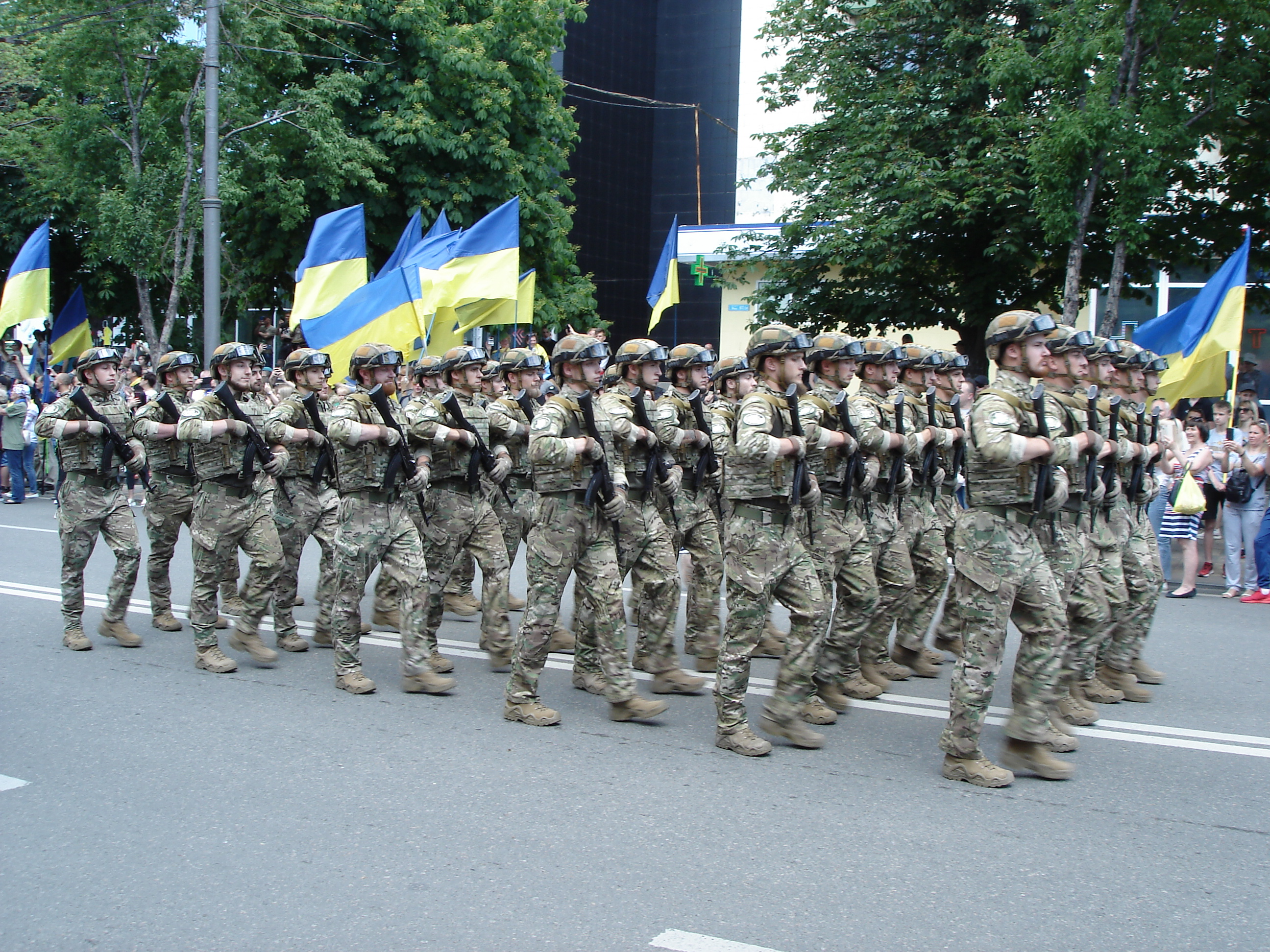
Miembros del Regimiento Azov en un desfile en Mariupol, 2021

Combatientes extranjeros, principalmente de Bielorrusia, Legión Georgiana y Rusia (unos 100 hombres de cada país) se han unido a los batallones de voluntarios, así como voluntarios de Estados Unidos, Francia, Alemania, Noruega, Suecia , Georgia, Polonia, España, la República Checa, el Reino Unido, Croacia,  Italia y Canadá.
El Ministerio de Asuntos Exteriores de Rusia pidió a los gobiernos de Suecia, Finlandia, los Estados bálticos y Francia que llevaran a cabo una investigación exhaustiva sobre los informes de mercenarios de sus países sirviendo a las fuerzas ucranianas, tras una historia publicada en el periódico italiano Il Giornale
Checheno opositores del gobierno ruso, incluido el comandante militar checheno Isa Munayev, luchaban contra separatistas prorrusos en Ucrania para el gobierno ucraniano.
Al menos tres batallones de voluntarios compuestos en su mayoría por personas del Cáucaso y Asia Central están luchando contra los separatistas prorrusos. Incluyen musulmanes de estados que formaban parte de la Unión Soviética, incluidos uzbekos, Balkarios y Tártaros de Crimea.

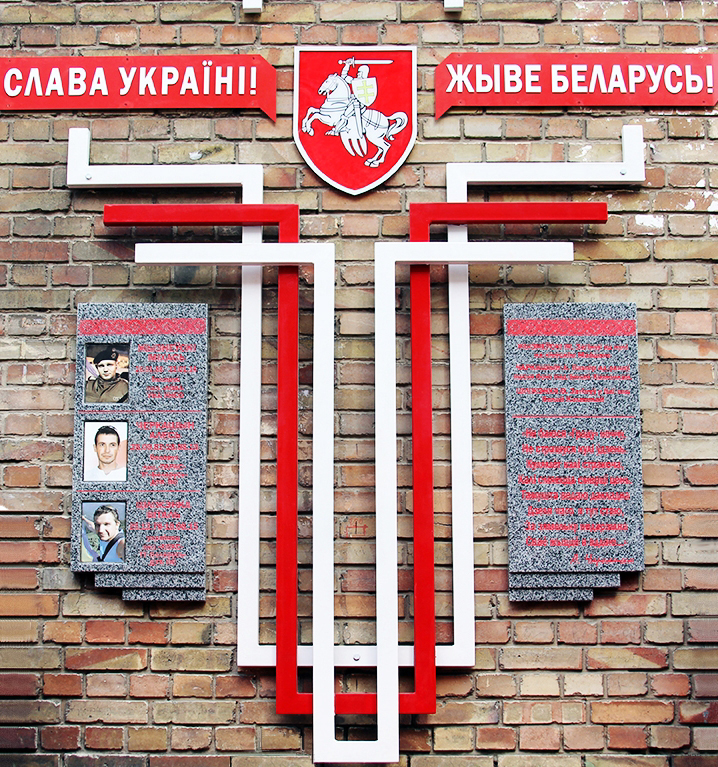
Monumento de los bielorrusos que han muerto en Ucrania

Los voluntarios Bielorrusos que luchaban del lado de Ucrania crearon el grupo táctico "Bielorrusia", así como el destacamento "Pahonia", que lleva el nombre del antiguo escudo de armas bielorruso. El 28 de marzo de 2016 se inauguró en Kiev un monumento a los bielorrusos que murieron por Ucrania. Enumera los nombres de Mykhailo Zhyznevsky, que murió durante los acontecimientos de Euromaidan, así como de Ales Cherkashin y Vitaly Tilizhenko, los voluntarios muertos del grupo táctico "Bielorrusia".
Durante la invasión rusa de Ucrania en 2022, voluntarios bielorrusos fundaron el Batallón Kastuś Kalinoŭski. Las Fuerzas Armadas de Ucrania están intentando integrar batallones de voluntarios en el ejército regular y, de hecho, muchos de los voluntarios que lucharon en esos grupos fueron reclutados en el ejército. El estatus de las unidades de voluntarios restantes sigue siendo legalmente ambiguo.